# Alexandre Iddir
Alexandre Iddir (Villepinte, 21 de febrero de 1991) es un deportista francés que compite en judo.
Participó en dos Juegos Olímpicos de Verano, en los años 2016 y 2020, obteniendo una medalla de oro en Tokio 2020, en la prueba de equipo mixto.
En los Juegos Europeos de Bakú 2015 consiguió una medalla de oro en la prueba por equipo. Ganó dos medallas de bronce en el Campeonato Europeo de Judo, en los años 2014 y 2021.

## Palmarés internacional
| Juegos Olímpicos   | Juegos Olímpicos      | Juegos Olímpicos  | Juegos Olímpicos |
| Año                | Lugar                 | Medalla           | Categoría        |
| ------------------ | --------------------- | ----------------- | ---------------- |
| 2020               | Tokio (Japón)         | Medalla de oro    | Equipo mixto     |
| Juegos Europeos    |                       |                   |                  |
| Año                | Lugar                 | Medalla           | Categoría        |
| 2015               | Bakú (Azerbaiyán)     | Medalla de oro    | Equipo           |
| Campeonato Europeo |                       |                   |                  |
| Año                | Lugar                 | Medalla           | Categoría        |
| 2014               | Montpellier (Francia) | Medalla de bronce | –90 kg           |
| 2021               | Lisboa (Portugal)     | Medalla de bronce | –100 kg          |